# Олесневич Любомир Олександрович

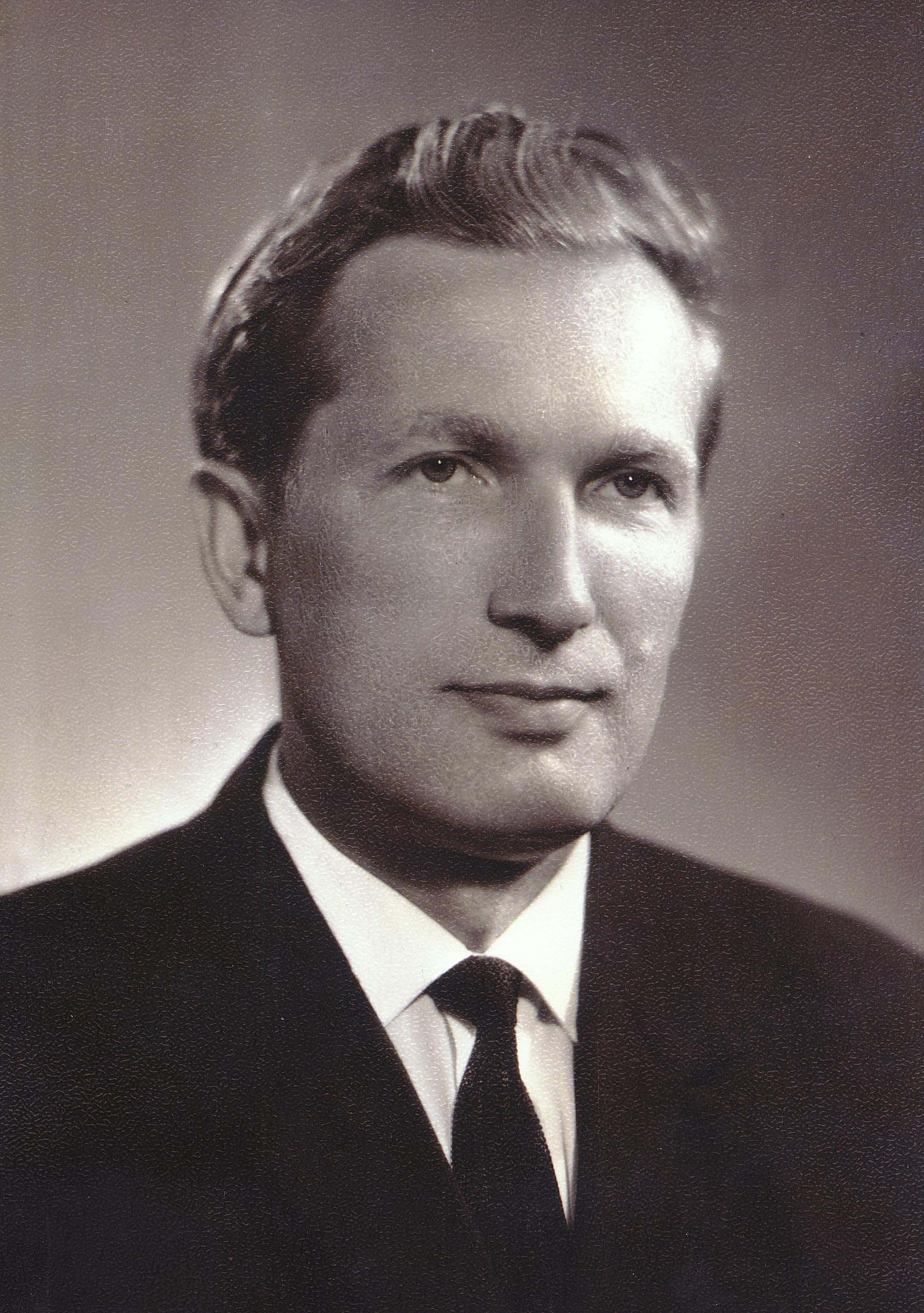

Любом́ир Олекса́ндрович Олесне́вич (26 серпня 1921, Богуша, Новосондецький повіт, Краківське воєводство, Польща — 17 червня 1983, Львів, УРСР, СРСР) — український вчений-економіст, соціолог, громадський діяч.

## Життєпис
Народився на Лемківщині в селі Богуша Новосондецького повіту. Перші класи початкової школи закінчив у рідному селі. Освіту продовжив у 1-й класичній гімназії ім. Яна Длуґоша в Новому Сончі. Навчання в гімназії перервала Друга світова війна. В роки німецької окупації займався антифашистською діяльністю, був активним членом місцевої підпільної групи. В 1944 році під час облави був арештований і відправлений на примусові роботи до Австрії, де пробув до закінчення війни.
У 1945 р. разом з сім'єю був переселений на постійне проживання до УРСР. Спочатку жив у Бережанах, де здобув середню освіту, згодом переїхав до Львова. У 1949 р. поступив на обліково-економічний факультет Львівського торгівельно-економічного інституту. У 1953 р., отримав диплом з відзнакою і у жовтні цього ж року був запрошений на роботу до Інституту суспільних наук АН УРСР на посаду молодшого наукового співробітника.
В 1958 р. в Києві захистив кандидатську дисертацію, на основі якої у 1959 р. підготував монографію. Проте книга була знята з друку, оскільки висвітлені у ній проблеми колгоспів і запропоновані шляхи їх вирішення не вписувалися в тогочасну ідеологічну схему компартійного керівництва. У доповідній записці завідувача відділу науки і культури ЦК КП України про діяльність інтелігенції Львівської обл. серед іншого було вказано на «помилки методологічного та ідейного характеру» у наукових публікаціях працівників Інституту суспільних наук АН УРСР, зокрема О. Карпенка та Л. Олесневича.
У 1962 р. отримав вчене звання старшого наукового співробітника інституту за спеціальністю «Економіка сільського господарства». Два роки виконував обов'язки завідувача відділом економіки інституту.

## Науково-методична робота
У 1964—1967 рр., працюючи доцентом Львівського університету, очолив першу у Львові лабораторію конкретно-соціологічних досліджень і став одним з піонерів соціологічних досліджень в Україні.
У 1966 р., під науково-методичним керівництвом Л. Олесневича був розроблений перший в Україні перспективний план соціального розвитку колективу підприємства (Львівського телевізійного заводу) на період 1970—1975 рр. За його впровадження завод двічі отримував диплом 1-го ступеня Головного комітету ВДНГ СРСР.
З січня 1967 р. і до останніх років життя працював на посаді старшого наукового співробітника та керівника відділу наукової організації праці, згодом — керівника відділу соціологічних проблем управління Львівського відділення Інституту економіки АН УРСР. Тут, під кінець 1960-х років, сформувалася школа соціальних проблем управління (С. Вовканич, Г. Калитич, Є. Лазаренко, Т. Порошина, В. Якушев, В. Яхонтов тощо). Про роботу відділу у галузі соціального планування і управління, зокрема в промислових колективах, знали всі тогочасні центри заводської соціології країни. Л. Олесневич закладає основи соціально-економічного планування на промислових підприємствах і фактично стає основоположником нового напряму соціологічної науки — промислової соціології — у тодішньому СРСР.
В 1967 р. став ініціатором й одним з організаторів Всеукраїнської наукової конференції «Соціальні проблеми економічної реформи», у збірнику матеріалів якої було вперше опубліковано Методику розробки комплексного перспективного плану соціального розвитку колективу промислового підприємства. Методика отримала назву Львівської (на відміну від опублікованих згодом Ленінградської, Пермської тощо).

## Соціальне планування
У 1970 р. розпочалася робота очолюваного ним відділу над розробкою територіальних планів економічного і соціального розвитку Львова та його адміністративних районів. Територіальне соціальне планування розширило заводське і вийшло на більш високий рівень комплексного розвитку територій, спочатку в республіканському, а відтак і у всесоюзному масштабі.
Серед багатьох інших публікацій був співавтором двох видань загальносоюзних методичних рекомендацій «Планування соціального розвитку колективу підприємства» (Москва, 1971, 1975). Ці методичні рекомендації були перекладені і видані за кордоном (в Чехословаччині і Угорщині), а їх вдосконалене третє видання було опубліковане в 1980 р. в Москві. Розроблені методики були використані Науково-методичним центром Держплану та Академії наук України при складанні Типової методики розробки п'ятирічного плану розвитку промислового підприємства й були апробовані ВЦРПС і Держкомітетом Ради міністрів СРСР з праці та соціальних питань.
Л. Олесневич був членом Соціологічної асоціації СРСР, керував секцією соціального планування її українського відділення, а також членом секції соціального планування Комісії з економічних питань Всесоюзної центральної ради професійних спілок (ВЦРПС). Неодноразово виїздив з циклами лекцій до Росії, Прибалтики, Польщі. У 1970 р. був делегатом VII Світового соціологічного конгресу в м. Варна в Болгарії.
У 1977 р. вийшла в світ його монографія «Социальное планирование на промышленном предприятии», яка стала підсумком багаторічного дослідження автором й узагальнення ним досвіду львівських, ленінградських та інших підприємств колишнього СРСР. Така ж назва була темою його докторської дисертації, яку він не зміг захистити через хворобу.
Поруч з цим вчений не втрачає інтересу до питань економіки західноукраїнських земель. У 1974 р. була видана його монографія «Кооперативні міфи і капіталістична дійсність. Західноукраїнська буржуазна кооперація (1883—1939)», у якій автор на основі багатого архівного матеріалу дослідив підґрунтя, розвиток, соціально-економічну суть і роль кооперації в економічному житті західної України в період австрійського і польського панування. Праця стала фундаментальним науковим дослідженням практичної господарської діяльності кооперації. Видана в умовах засилля комуністичної ідеології, вона не могла не мати відповідних ідеологічних нашарувань. Проте, завдяки ній читачі чи не вперше мали можливість дізнатися про невідомі раніше роботи українських економістів і кооператорів, ознайомитися з величезною кількістю маловідомих на той час друкованих видань. Книга по сьогодні є часто цитованою дослідниками кооперативного руху в Галичині, а її видання в часи комуністичної диктатури оцінюється не інакше, як науковий подвиг.
Опублікував майже 90 наукових праць з економіки і соціології, у тому числі 3  персональні монографії та 17 колективних. Примірники монографій є у бібліотеках Польщі, Канади, США.

## Основні наукові праці
- Комплексный план экономического и социального развития г. Львова на 1976—1980 гг.
- Кооперативні міфи і капіталістична дійсність. Західноукраїнська буржуазна кооперація (1883—1939). Київ: Наукова думка, 1974.
- Социальное планирование на промышленном предприятии. Киев, 1977.
- Мобильность кадров на промышленном предприятии. Л. А. Олесневич, С. И. Вовканыч, С. Н. Злупко и др.; Отв. ред. Л. А. Олесневич. Киев: Наукова думка, 1981.

## Громадська робота
Займався громадською роботою, був одним з організаторів і активним членом першого об'єднання лемків, створеного при Музеї народної архітектури і побуту у Львові у 1970 р. Входив до складу правління об'єднання. Зібрав і опрацював величезний масив матеріалів про історію, побут, звичаї, архітектуру, народну творчість лемків-русинів. Першим розпочав укладання словника лемківської бесіди. Зібраний ним матеріал (понад 6000 слів) став основою «Короткого словника лемківських говірок» П. Пиртея. Доповнене видання словника вийшло в світ у 2022 р., на жаль з тими самими помилками стосовно його біографії, що й в першому варіанті. Був одним із засновників народного хору «Лемковина», організованого у Львові в 1969 р. Впродовж усього життя займався дослідженням історії лемків, їх багатої матеріальної і духовної культури. За кілька десятиліть невтомної праці опрацював величезну кількість періодики на лемківську тематику яка включала, серед іншого, і такі видання початку 20-го століття та міжвоєнного періоду, як журнал «Лемко», тижневик «Прикарпатська Русь», часописи «Земля і воля», «Бескид», тощо. Ним було складено тематичний каталог друкованих видань на лемківську тематику, який включає сотні найменувань наукових досліджень, книг, газетних і журнальних статей українською, польською, словацькою мовами. Досліджував життя лемків в Україні, Польщі, Словаччині, на еміграції в США і Канаді.
Впродовж довгих років працював перекладачем з польської мови на українську та російську.
Тривала хвороба і передчасна смерть не дали можливості Л. Олесневичу повною мірою розвинути свій науковий і творчий потенціал. Помер 17 червня 1983 р., похований на Янівському кладовищі у Львові.